# 小西得郎
小西 得郎（こにし とくろう、1896年7月10日 - 1977年6月9日）は、昭和期のプロ野球監督、野球解説者。
プロ選手を経験しなかったことに加え、審判員や球団売買の仲介を経験した異色の経歴を持つ。ラジオおよびテレビの実況中継放送における「独特の話法」での解説が知られた。同時代の野球解説において大和球士と双璧を成した。

## 来歴

### 生い立ち、職を転々
東京府麹町区出身。小西は「私は東京生まれだが、言葉は田舎育ちの両親の影響を受けている」と述べている。父・小西増太郎は広島県生まれ、岡山県児島育ち のロシア文学者で、京都帝国大学教授を務めた。増太郎は学生時代にはヨシフ・スターリンと知り合いであったという。母は愛知県知多半島の中須生まれ、半田育ち。父が15、16のとき、志を立てて東京に出てきたのち母と出会い、得郎が生まれた。小西は父から「私の祖先は鞆の浦出の小西、それが備前の国は岡山に行って小西行長となったと聞かされた」と自著で述べている。
旧制日本中学（現・日本学園中学校・高等学校）を経て、東京帝国大学や京都帝国大学への登竜門として超難関校だった三高の入試に合格。しかし野球をしたいがために三高への入学はとりやめ、明治大学に進学した。明大では第8代キャプテンとして四大学リーグで活躍。
1920年明大商科を卒業後、石川島造船に勤務し、月島で石炭の採掘に従事。2、3ヶ月ののち、営業部に配属されるが間もなく退職。友人と上海で阿片の密売を行う。その後軍隊生活を経て、営業マン時代に鉄道省や電力会社に対する接待や商談の場として神楽坂の料亭をよく利用した縁で同地に9年間居つき、やがて32歳で神楽坂の置屋の主人となる。置屋の設立資金は先の阿片密売で得た金だったという。

### 野球との再会
小西は置屋を経営するかたわら、1927年（昭和2年）から始まった都市対抗野球大会に審判員として出場する。第1回大会では、開幕戦の球審を務めた。
1936年秋、小西は大学の後輩である田部武雄に、「職業野球の新球団として、岐阜県に関西鵜軍（コーモラント、鵜飼の鵜の意）というチームを作るので監督になって欲しい」と依頼される。この新球団構想は結果として頓挫したが、その際に調整役となった大東京軍の親会社・國民新聞の社会部長・鈴木龍二と知己を得たことをきっかけに、小西は大東京軍の2代目監督に就任。鈴木は同社主幹・田中斉と赤嶺昌志の抜擢により球団常務（球団代表）となった。その際、球団経営のノウハウはおろか、野球のルールも理解していなかった鈴木に対し、小西は一緒に旅行をしては、野球知識の手ほどきをした。チームが資金難で行き詰まった際、小西は大橋財閥の共同印刷専務・大橋松雄を鈴木に紹介し、経営権を國民新聞から移行させた。
小西は大東京軍監督を2年半で辞任。その後名古屋軍の監督を務めたほか、大橋オーナーの出身会社・共同印刷の系列会社を転々とした。ただし大東京軍や野球関連の交渉事には関与し、田村駒治郎（大橋と妻同士が姉妹だった）の経営参加の要請交渉に鈴木と同席したほか、1942年シーズン終了後に審判員を辞任した明大の後輩・横沢三郎を共同印刷に入社させた。

### プロ野球復興
小西は終戦直後には、焼け野原となっていた東京・新橋駅前、銀座にほど近い所で、ニクロム等の合金製品を扱う「仙台製作所・東京出張所」を経営していた。粋な遊び人として知られた小西は、焼け跡の闇市を牛耳るヤクザの親分と昵懇であったという。警官の追跡を逃れ「仙台製作所」の事務所へ飛び込んで来た彼を、小西がかくまったことで、「恩返し」と称し、どこからともなく闇の食糧や生活物資などが届き始めたといわれる。
小西の事務所には前述の鈴木龍二、赤嶺、そして鈴木惣太郎のほか、村上実、松浦竹松、富樫興一といった球団経営者、大下弘、飯田徳治、岩本義行、浜崎真二、安藤忍ら戦前・戦中の選手たち、そしてスポーツジャーナリスト・小野三千麿などの野球関係者が闇米目当てや、麻雀という名目で集まった。彼らはここで、戦後のプロ野球再開について話し合っていた。1945年秋、この「仙台製作所」の看板の横に、小さく「日本職業野球連盟」と書かれた板切れが掛けられた。
戦後初のプロ野球開催となった1945年11月23日の東西対抗戦は、小西が「とりあえず試合をやってプロ野球復活の狼煙を上げるしかない。連絡がつく選手をかき集めて東西対抗戦でもやればいい」とアイデアを出して実現したものであった。後楽園球場や甲子園球場がGHQに接取されている状況で、鈴木龍二は鈴木惣太郎の要請を受け、GHQのキャピー原田を訪ね、ようやく神宮球場の使用許可を得た。戦前行われていたオールスター的性質のあった東西対抗戦とは異なり、連絡を聞いて駆けつけた選手が20人超なんとか集まった、という状況だった。深刻な食糧不足の中、合宿所などで選手や関係者に供給する食料は小西が闇市を通じて調達した。
小西は相次ぐ新球団の設立や経営権譲渡に大きく関与した。1946年に、横沢三郎が大下弘らを擁して結成したセネタースが、同年東急電鉄へ身売りされる際には、小西が浅岡信夫とともに両者を仲介した。小西はチーム名変更後の東急フライヤーズ初代監督・苅田久徳の就任にも関与している。小西が苅田に貸していた1万円を帳消しにするという条件で苅田をプロ球界に復帰させたものという。大映の永田雅一のプロ野球参入（1946年）は、永田がメインブレイン・大麻唯男を介し、川口松太郎や赤嶺昌志を通じて小西に依頼したものであり、松竹の大谷竹次郎のプロ野球参入（1950年）は、大谷から依頼を受けた六代目尾上菊五郎が知人である小西に仲介を頼み、大東京軍の後身・大陽ロビンスの買収によって実現したものであった。また、実現しなかったが、小西は日活の堀久作からも相談を受けていたという。
このほか、野球界から離れていた元選手や指導者の復帰にも一役買った。坪内道典のプロ球界復帰を仲介した ほか、三宅大輔を国民リーグに結び付けている。
小西はこのころ雑誌『野球時代』を発行しており、新田恭一による、バッティングにおけるゴルフ・スイング理論を掲載している。また、杉下茂の中日入り（1949年）は、小西が仲介したものであるという。

### ロビンス
1950年（昭和25年）、親会社が変わったばかりの松竹ロビンスは監督人事に腐心していた。大量補強のために、他球団の主力選手を集めたチームをまとめるための人材が必要と球団は考えていたが、浜崎真二や水原茂が就任を固辞した。そのためチームに関係の深かった小西がやむなく松竹監督に就任した。親会社・松竹興行の要請と、六代目の薦めがあったという。このとき鈴木龍二に頼み、社会人球界のスターだった大島信雄を入団させた。しかし「水爆打線」と呼ばれた長距離砲路線が当たり、小西は松竹を2リーグ制導入初年度である同年のセントラル・リーグ初代優勝に導いた。しかし日本シリーズ（当時は「日本ワールド・シリーズ」）において、パシフィック・リーグ王者の毎日オリオンズに敗北する。小西は敗因について、開催地の神宮球場に慣れた六大学リーグ出身者が多い毎日に比べ、松竹には神宮経験者が岩本と大島の2人しかいなかったことや、球場がGHQの管理下にあり、満足な練習が取れなかったことにあると分析している。
日本シリーズ開幕から終了後に至る時期に、チーム内の不和に巻き込まれ、さらにオーナー・田村駒治郎と衝突。小西は電撃的に辞任してしまう。
小西が辞任に至る経緯は、資料によって微妙に異なる。下記に先立ち、日本シリーズが、11月22日から11月28日にかけて行われ、最高殊勲選手が11月30日に発表された（当時の新聞縮刷版による）という順序と、資料内における「発表」という語が「関係者に対する内々の発表」を意味したり「ファンに対する公式発表」を意味したりしていることに留意する必要がある。
- 小西は自著『したいざんまい』で以下の経緯を述べている[27]。

最高殊勲選手が日本シリーズ開幕前に小鶴誠と発表された際（この説を取れば、公式発表前に表彰選手が関係者に知られていたことになる）、この年39勝をあげたエース・真田重男に対し、田村が「それ以上のことをしてやる（＝金をやる）」と言った。それを真田が「金が余計にもらえるぞ」と言いふらしたため、チーム内が「ガタガタした」。
その真田が「肩が痛い」と言い出し、怒った選手が真田を殴るなどのトラブルがあって敗退につながった。
さらに納会の席上、田村が小西に「総監督」への異動を要請し、「監督は外の人を」という案を出したので「腹が立って辞めた」。このことについては小西本人とともに、岩本義行も証言している。
- 鈴木陽一『巨人軍監督の決断』（講談社、1987年）によれば、小西は最高殊勲選手に選ばれなかった真田に対して球団が功労金を支払えば、士気に影響し、日本シリーズにおいてチームの足並みが乱れることを見越していた。そのために小西はあらかじめ球団に日本シリーズ終了後に支払う了解を取り付けたが、守られなかった。そのうえ敗戦に落胆した田村が、敗北の責任を小西に向け、進退問題とした。気の短い小西は「何をいいやがる。こっちから辞めてやる」と吐き捨て、ユニフォームを脱いだ。
- 中野晴行の著書『球団消滅 幻の優勝チーム・ロビンスと田村駒治郎』（筑摩書房、2001年）は上記のやりとりが誤解にもとづくものであった、という立場をとっている。

まず、小西はリーグ優勝後、田村に選手の年俸アップを確約させることで、日本シリーズに臨むチームの士気を高めようとしたが、田村はそれに応じなかった。そのような中、田村は真田が最高殊勲選手に表彰されることを見越し、真田に「最高殊勲選手を取れば、小鶴にそれなりの賞金を出す」と話した（真田が生え抜きだったのに対し、小鶴は赤嶺昌志が複数の選手とともに大映スターズから連れてきた選手――いわゆる「赤嶺一派」だった。このため田村はチーム内感情を考え、小鶴に「真田ばかりかわいがられている」と思われることを危惧したようであった）。これを聞いた真田は「もし取れなければ自分に賞金をくれるということか」と問い、田村は「そういうことになるか」と返答する。
真田はチームの同僚に「最高殊勲選手が取れなくても社長が金をくれる」と吹聴する。この話を聞いた小西が、まだ真田には球団から金が渡されていなかったにもかかわらず「真田が金を受け取った」と解釈してしまう。小西は12月に田村と面談した際に「田村がシリーズ中に真田に金を渡したことが敗因だ」とまくしたて、先の年俸アップが約束されなかった件を引き合いに出し、「私はほとほとあきれました。もはや、こんなチームの監督はやっておれません」と告げた。小西に負けず短気な田村は「いやならやめなはれ。クビや、クビ」と返答した。
- 鈴木龍二は、回顧録[要出典]において「シリーズ開始前に最高殊勲選手が発表されたために、田村がシリーズ中に真田に金を渡した」と述べている。

田村はその後思い直し、鈴木龍二を介して翻意を求めたが、小西の辞意は固く、結局辞任に至った。

その後、1952年（昭和27年）から1953年（同28年）にかけ大洋ホエールズおよび、後身の洋松ロビンスの監督を務めた。

### 解説者
1955年（昭和30年）5月からNHKのプロ野球中継の解説者を担当した。志村正順アナウンサーとのコンビが当たり、「そりゃーもう、なんと申しましょうか」という小西の口癖は流行語となった。プロ野球の放送のスタイルは1953年（昭和28年）前後に始まったアナウンサーと解説者の形が定着していくが、小西はその先駆者であった。名遊撃手と評された3人の選手の特徴と相違点について「広岡は絹糸、豊田は木綿糸、吉田は麻糸」と例えるなど、イメージ豊かな表現で知られた。1958年には大和証券総監督となり、明大の後輩である中上英雄を監督に連れて来た。
1971年に「独自の解説をもって全国のファンを啓発し、野球の隆昌に貢献した」功績により、特別表彰者として野球殿堂入り。1977年（昭和52年）6月9日、81年の生涯に幕を閉じた。

## 人物・エピソード
- 江戸っ子の粋人として知られ、六代目菊五郎など歌舞伎俳優に知己が多かった。「仙台製作所」には藤原義江ら芸能人や、政治家など、あらゆる職種・階層の人物が出入りした[19]。
- 小西はセネタースのユニフォームを作る布地が調達できないという相談を受けて、阪急軍を紹介した。戦前に何度もユニフォームを変え、布地の在庫が残っていた。セネタースの初代ユニフォームが阪急のユニフォームを改造したものとなったのは、この経緯による[24]。
- 松竹のセ・リーグ優勝時に選手一同から胴上げを受けており、これがプロ野球における胴上げの発祥とみなされている[33]。
- 1955年（昭和30年）6月7日、後楽園球場で行われた巨人対中日戦は、小西と志村アナウンサーのコンビにより、NHKラジオで中継放送された。巨人の打者・藤尾茂が、中日の投手・杉下茂の内角への鋭いシュートを股間に受けた際、実況の志村はうっかり「なんと、こともあろうに藤尾のキ……」と放送問題用語を喋りそうになって言葉に詰まった。小西はそれを尻目に、「まぁ、なんと申しましょうか……藤尾君の今の痛さばかりは、ご婦人方には絶対にお分かりになられない痛みでして」とソフトな表現で描写してつなぎ、その場を切り抜けた[34][35]。

ラジオ中継を聴いていた小泉信三はその日の夜、小西に電話をかけ、「NHK放送史上に残る名解説だったですね」と称賛した。

## 詳細情報

### 表彰
- 野球殿堂特別表彰（1971年）

### 背番号
- 21（1936年）
- 13（1937年）
- 30（1938年 - 1940年、1950年、1953年）
- 1（1952年）

## 関連情報

### 著書
- 『したいざんまい』 実業之日本社、1957年

### メディア出演
映画
- おトラさんシリーズ（東宝、柳家金語楼主演・小田基義監督）
  - おトラさん（1957年）
  - おトラさんのホームラン（1958年）
  - 花ざかりおトラさん（1958年）
  - おトラさんのお化け騒動（1958年）
  - おトラさんの公休日（1958年）
  - おトラさん大繁盛（1958年）

本人役。全作品で「何と申しましょうか」の台詞を言っている。

### 演じた人物
- 誠直也 - 『人間の翼 最後のキャッチボール』（1996年、シネマクラフト）